# 吉姆·喬丹 (美國政治人物)
詹姆斯·丹尼爾·“吉姆”·喬丹（英語：James Daniel "Jim" Jordan；1964年2月17日—）是美国的一位政治人物。自2007年開始，他是俄亥俄州第4選區的聯邦眾議員。他的黨籍是共和黨。在當選聯邦眾議員之前，他曾是俄亥俄州议会的議員。
據代頓每日新聞報道，喬丹「以國會最保守的成員之一而聞名」。喬丹也獲得了美國保守聯盟的滿分。他始終投票支持禁止墮胎立法，並於2012年獲得俄亥俄州生命組織的支持。在俄罗斯入侵乌克兰期间，喬丹投票反对了几乎所有向乌克兰提供军事援助的法案。
2018年，喬丹角逐共和黨眾議院領袖以爭取眾議院議長一职，欲接替即将退休的保羅·萊恩，但在共和黨內部選舉中以43-159票的差距敗給了時任多數黨領袖的凱文·麥卡錫。
乔丹是唐纳德·特朗普的支持者。在特朗普担任总统期间，乔丹试图阻撓對俄羅斯干預2016年美國總統選舉的调查以及川普的第一次彈劾調查听证会的召開。在乔·拜登赢得2020年美國总统选举、特朗普试图推翻选举結果后，乔丹支持就选举结果提起诉讼，而且不认可选举人团的投票结果。2022年5月12日，美國眾議院1月6日襲擊事件特別委員會傳喚喬丹，但喬丹拒絕與該委員會合作。
2023年1月美國眾議院議長選舉期間，喬丹支持凱文·麥卡錫競選眾議院議長。2023年10月，喬丹角逐眾議院議長選舉的共和黨提名人，但在共和黨首次的內部選舉中以99-113票的差距敗給了時任多數黨領袖的史蒂夫·斯卡利斯，不久後斯卡利斯退選使其再度角逐，在第二次的內部選舉中以124-81票的差距勝於另一名競逐者奧斯汀·斯科特而取得提名資格，但他在經過參議院三輪投票未能出線，對此共和黨表決通過撤銷其提名資格。